# Filip Obniski
Filip Obniski herbu Jastrzębiec – konsyliarz konfederacji lubelskiej w konfederacji targowickiej, poseł z powiatu urzędowskiego na sejm grodzieński (1793). 
Wylegitymowany w Galicji Zachodniej w 1804 roku. 